# Anton Muržic
Anton Muržic (3. června 1926 Vrbové – 10. března 2017 Trnava) byl slovenský a československý generál ČSLA, dlouholetý náčelník Vojenské vysoké technické školy v Liptovském Mikuláši, bývalý politik Komunistické strany Slovenska a poslanec Sněmovny národů Federálního shromáždění za normalizace.

## Biografie
Za druhé světové války absolvoval gymnázium v rodném městě. Jako student se v létě roku 1944 zapojil do Slovenského národního povstání. Po válce vystudoval roku 1947 Vojenskou akademii v Hranicích. Další vzdělání pak získal v odborných kurzech, včetně Akademického kurzu pro vyšší velitele na Vojenské akademii Antonína Zápotockého v Brně. Absolvoval také vyšší akademický kurz na Vojenské akademii generálního štábu SSSR. Vojenskou dráhu začal jako důstojník dělostřelecké baterie ve Frenštátu pod Radhoštěm. Působil pak u různých posádek (Hodonín, Jihlava, Rokycany, Lešany). Ve věku 31 let se stal velitelem 31. těžké dělostřelecké brigády v Brezně, která roku 1958 získala titul nejlepší dělostřelecké jednotky v ČSLA. Působil na poddůstojnických školách u různých útvarů a patřil mezi zakladatele Vojenské vysoké technické školy v Liptovském Mikuláši, jejímž velitelem-rektorem byl v letech 1973–1987 (roku 1998 mu zde byl udělen čestný doktorát). V roce 1987 požádal o uvolnění z funkcí a odešel do výslužby. Získal četná státní vyznamenání.
Ve volbách roku 1971 zasedl s hodností plukovníka do slovenské části Sněmovny národů (volební obvod č. 113 - Liptovský Mikuláš, Středoslovenský kraj). Mandát obhájil (nyní již jako generálmajor) ve volbách roku 1976 (obvod Liptovský Mikuláš), volbách roku 1981 (obvod Liptovský Mikuláš) a volbách roku 1986 (obvod Liptovský Mikuláš). K roku 1986 již je uváděn jako generálporučík. Ve FS setrval do konce funkčního období, tedy do svobodných voleb roku 1990. Netýkal se ho proces kooptace do Federálního shromáždění po sametové revoluci.
V letech 1968–1989 se uvádí jako účastník zasedání Ústředního výboru Komunistické strany Slovenska.

## Vyznamenání
- Medaile Za zásluhy o obranu vlasti, 1956
- Československá medaile Za službu vlasti, 1956
- Vyznamenání Za vynikající práci, 1963
- Řád rudé hvězdy, 1969
- Medaile Za upevňování přátelství ve zbrani[12], II. stupeň, 1970
- Pamětní medaile k 30. výročí národně osvobozeneckého boje našeho lidu a osvobození Československa Sovětskou armádou, 1974
- Medaile 30 let SNB[13], 1975
- Vyznamenání Za zásluhy o výstavbu, 1976
- Medaile 60. výročí Ozbrojených sil SSSR[14], 1979 (SSSR)
- Řád rudé zástavy, 1980
- Medaile Za upevňování bojového přátelství[15], 1982 (SSSR)
- Medaile Za upevňování přátelství ve zbrani [16], 1985 (Bulharsko)
- Medaile 30. výročí Revolučních ozbrojených sil [17], 1986 (Kuba)
- Bojový řád Za službu lidu a vlasti [18], stříbrný stupeň, 1986 (NDR)
- Řád práce, 1986
- Řád Za zásluhy o ČSLA[19], I. stupeň, 1988
- Medaile 70. výročí Ozbrojených sil SSSR[20], 1988 (SSSR)
- Medaile Za rozvoj Akademie ozbrojených sil [21], 2007m (Slovensko)